# Вальенилья, Кейдомар
Кейдомар Джованни Вальенилья Санчес (исп. Keydomar Giovanni Vallenilla Sánchez; род. 8 октября 1999, Ла-Гуайра) — венесуэльский тяжелоатлет, выступающий в весовых категориях до 89 и 96 килограммов. Серебряный призёр Олимпийских игр, чемпион мира 2022 года, призёр чемпионатов мира, бронзовый призёр Панамериканских игр.

## Биография
Кейдомар Валенилья родился 10 августа 1999 года в Ла-Гуайре.
Учился в педагогической университете в Каракасе.
Владеет английским и испанским языками.

## Карьера
Начал заниматься спортом в одиннадцатилетнем возрасте в Каракасе.
В 2015 году он занял четвёртое место в весовой категории до 85 килограммов на юниорском Панамериканском чемпионате с результатом 288 кг. В том же году он принял участие на молодёжном чемпионате, где сумел улучшить результат до 304 кг и завоевать серебро.
В 2016 году на молодёжном чемпионате мира с результатом 329 кг завоевал золотую медаль.
В 2017 году стал победителем юниорского Панамериканского чемпионата с результатом 347 кг. На юниорском чемпионате мира улучшил сумму на один килограмм и завоевал серебро. На взрослом Панамериканском чемпионате смог поднять 351 кг и завоевал бронзовую медаль. В том же году стал серебряным призёром Чемпионата Центральной Америки и стран Карибского бассейна с результатом 359 кг.
В 2018 году завоевал серебро на Южноамериканских играх с результатом 360 кг (160 + 200). На чемпионате мира в Ашхабаде показал лучший результат 369 кг, однако этого ему хватило лишь для шестого места.
В 2019 году стал чемпионом Южной Америки с результатом 355 кг. В июне выиграл юниорский Панамериканский чемпионат, подняв в сумме двух упражнений 361 кг. На Панамериканских играх в Лиме завоевал бронзу, перейдя в весовую категорию до 96 кг. Его результат составил 374 кг. На чемпионате мира в Паттайе стал восьмым с результатом на 10 килограммов хуже, чем на Панамериканских играх.
В 2021 году завоевал серебро на Олимпийских играх в Токио с результатом 387 килограммов.
В декабре 2021 года принял участие в чемпионате мира, который состоялся в Ташкенте. В весовой категории до 96 килограммов, Кейдомар по сумме двух упражнений с весом 391 кг стал обладателем бронзовой медали. В упражнениях рывок и толчок он завоевал малые бронзовые медали.
На чемпионате мира 2022 года в Боготе, в Колумбии в категории до 89 кг завоевал чемпионский титул по сумме двух упражнений с результатом 385 кг, также в его копилке малая золотая медаль в рывке (175 кг).
В Саудовской Аравии, где состоялся Чемпионат мира по тяжёлой атлетике 2023 года, венесуэльский спортсмен в категории до 89 кг завоевал бронзовую медаль чемпионата мира с результатом 381 кг по сумме двух упражнений. Две малые бронзовые медали в различных упражнениях также достались ему.